# 벌룬 (2019년 영화)
벌룬(Balloon)은 미국에서 제작된 제리미 메리필드 감독의 2019년 드라마, 판타지 영화이다. 조나 베레스 등이 주연으로 출연하였다. 드림 스리 필름스(Dream Three Films)가 제작하였다.

## 출연

### 주연
- 조나 베레스
- 폴 쉬어